# Anderson Gray McKendrick
Anderson Gray McKendrick (* 8. September 1876 in Edinburgh; † 30. Mai 1943 in Carrbridge, Inverness-shire) war ein britischer Mediziner (Epidemiologe) und Stochastiker.

## Leben
McKendrick war der Sohn des Physiologie-Professors John Gray McKendrick, der Fellow der Royal Society war, und von Mary Souttar. Bald nach seiner Geburt zog die Familie nach Glasgow, wo sein Vater Professor geworden war. McKendrick studierte Medizin in Glasgow mit dem Abschluss 1900 (Bachelor in Medizin und Chirurgie) und ging dann als Arzt nach Indien (Indian Medical Service, IMS). Vor seiner Abreise ging er noch nach Sierra Leone, um den Mediziner Ronald Ross in seinen Untersuchungen von Malariabekämpfung zu unterstützen. Ross war in der mathematischen Modellierung von Malaria aktiv (zum Beispiel im Anhang seines Buches über Malaria 1911) und hatte dabei auch einen Einfluss auf die zukünftige Forschungsrichtung von McKendrick. Während seines Indienaufenthalts leistete er auch seinen Militärdienst auf einer Expedition gegen die Mahdi-Aufständischen im Sudan und Somalia, wobei er einen Tank für sichere Wasserversorgung entwickelte. In Indien war er in Nadia in Bengalen stationiert. wo er unter anderem Dysenterie im Gefängnis bekämpfte. Ab 1905 wechselte er in die staatliche Forschung am Pasteur-Institut in Kausali im Punjab. Unter anderem forschte er über Tollwutimpfung (Abhandlung mit W. F. Harvey 1907). Er wurde Oberstleutnant (Lieutenant-Colonel) des IMS, war am Pasteur-Institut in Coonoor, war Statistiker bei der Regierung in Shimla und schließlich Direktor des Pasteur-Instituts in Kausali. In der Zeit des Ersten Weltkriegs befasste er sich mit Infektiologie. Nachdem er an tropischer Sprue erkrankte ging er beim IMS in den Ruhestand und zog 1920 mit seiner Familie von vier Kindern nach Edinburgh, wo er Leiter (Superintendent) des Labors des Royal College of Physicians of Edinburgh wurde, was er für zwanzig Jahre blieb. Das Labor wurde teilweise vom Carnegie Trust unterstützt. Dort begann auch seine Zusammenarbeit mit William Ogilvy Kermack über mathematische Epidemiologie, damals Biochemiker am Labor von McKendrick. Er veröffentlichte auch weiter über Tollwutbekämpfung. 1941 ging er in den Ruhestand.

## Werk
Er war mit William Ogilvy Kermack ein Pionier in der Entwicklung mathematischer Modelle in der Epidemiologie (SIR-Modell, auch Kermack-McKendrick-Modell). Er begann damit schon in einer Veröffentlichung 1912 über Malaria, 1914 (in der er auch Poisson-Prozesse sowie Geburts- und Todesprozesse beschrieb),  in einer Veröffentlichung 1926 über Cholera-Infektion an verseuchten Brunnen in Indien und der Rolle von Poisson-Statistik  und vor allem aber in den Veröffentlichungen mit Kermack ab 1927.  Weitere seiner insgesamt 58 Veröffentlichungen betrafen Malaria, Tollwut, Statistik und Demographie (Sterberaten in Großbritannien und Schweden).
In seinem Aufsatz von 1926 führte er auch eine nach ihm und Heinz von Foerster (teilweise nur nach Foerster) benannte partielle Differentialgleichung für die Entwicklung eine Population {\displaystyle n(t,a)} in der Zeit und nach der Altersverteilung ein:
{\displaystyle {\frac {\partial n}{\partial t}}+{\frac {\partial n}{\partial a}}=-m(a)n}
mit einer Sterberate {\displaystyle m(a)} abhängig vom Alter.
1911 wandte er (wenn auch nicht als Erster) die logistische Gleichung im Rahmen der Untersuchung von Bakterienwachstum an.

## Ehrungen und Mitgliedschaften
1912 wurde er Fellow der Royal Society of Edinburgh. 1924 wurde er Fellow des Royal College of Physicians of Edinburgh. Er erhielt einen Doktorgrad (D. Sc.).